# Abarenicola insularum
Abarenicola insularum is een borstelworm uit de familie Arenicolidae. De wetenschappelijke naam van de soort werd in 1963 gepubliceerd door Wells.